# Vauxhall (Nouvelle-Zélande)
Vauxhall est une banlieue de North Shore, située au niveau de la cité d’ Auckland, dans l’Île du Nord de la Nouvelle-Zélande.

## Situation
La ville de Vauxhall est bordée au nord, au nord-est et à l’est par le Golfe de Hauraki, au sud-est par la banlieue de Cheltenham, au sud, par la ville de Devonport et à l’ouest par celle de Bayswater et enfin au nord-ouest, par la petite localité de Narrow Neck.
Alison Park relie directement vers l’ouest, séparant la banlieue de Vauxhall de ‘Lake Road’, qui assure la majorité du trafic entre les villes de Takapuna et de Devonport.

## Toponymie
Elle tire son nom de ‘Vauxhall Gardens’ établis ici par un de premiers colons nommé ‘William Colby’ en 1870. Celui-ci l’avait dénommé d’après le Vauxhall Gardens situé dans Londres, et d'un des jardiniers qu’ il avait rapporté en Nouvelle-Zélande. ‘Colby’ avait acheté un établissement de 40 acres nommé  "Cheltenham" en 1869, qui était au niveau de ce que l’on appelle maintenant ‘Cheltenham Beach’.
Vauxhall fut constituée en banlieue du ‘Borough’ de la ville de Devonport jusqu’en 1989, quand le ‘Borough’ disparu dans l’organisation locale et devint une partie de la cité nouvellement crée de North Shore City.
En 2010, North Shore City fut elle-même amalgamée au sein du conseil d’Auckland. Vauxhall est ainsi une partie du secteur de recensement de la banlieue de Narrow Neck.

## Éducation
‘Vauxhall School’ est une école mixte contribuant au primaire (allant de l’année 1 à 6), avec un taux de décile de 10 et un effectif de 286 élèves. L’école a célébré son 75 e jubilé en 1995 .